# Krupp-Daimler 7,7cm FlaK
Krupp-Daimler 7,7 cm FlaK — немецкий зенитный бронеавтомобиль периода Первой мировой войны.

## История создания
Первый год Первой мировой войны заканчивался для Германии неудачно. Вклинившись на территорию Франции, немецкие войска заняли значительную территорию, но не достигли главной цели — разгромить армию союзников и захватить Париж. В условиях начавшейся «окопной войны» всё большую роль стала играть авиация, с помощью которой обе воюющие стороны без особого труда вскрывали направления движения и дислокацию вражеских сил. На первом этапе наибольшие неприятности доставляли не самолёты, а дирижабли и аэростаты — последние применялись очень активно, постоянно зависая над полем боя и корректируя огонь артиллерии. Обычная зенитная артиллерия не всегда успевала появляться в нужном месте, и тогда армейское руководство вспомнило о зенитных бронемашинах Ehrhardt и Krupp-Daimler, так беспечно отвергнутых ранее. Военное ведомство сразу же инициировало создание новой, более мощной зенитной самоходной установки, поручив выполнение этого задания фирме Ehrhardt.

## Описание конструкции
В конце 1914 года был представлен первый образец такой бронемашины. Использовав ходовую часть грузового автомобиля с колесной формулой 4х4 и карбюраторным двигателем мощностью 90 л.с., специалисты фирмы Ehrhardt решили не устанавливать бронекорпус — открытый бой с противником тогда не предполагался и к тому же экономилась масса. Бронированными панелями защищался только капот двигателя и борта. Кабина машины была выполнена полностью открытой, а в средней части разместили ящики с укладкой для снарядов. В кормовой части на тумбовой установке монтировалось 77-мм зенитное орудие фирмы Krupp.

## Эксплуатация и боевое применение
После короткого испытательного периода военное ведомство выдало заказ на небольшую партию таких машин, которые сейчас принято называть Panzerkraftwagen Krupp-Daimler 7,7 cm FlaK (позднее название изменилось на Daimler 7,7 cm Sonderflak). В течение 1914—1918 гг. эти зенитные САУ применялись, по большей части, на Восточном фронте, причем несколько «даймлеров» стали трофеями русской армии и впоследствии использовались против немцев. Сказать что-либо конкретное об их боевом применении достаточно сложно, поскольку большая часть немецких архивов была уничтожена во время Второй мировой войны.
Не менее активно сложилась карьера самоходных зенитных орудий после ноябрьского восстания 1918 года. Отозванные с фронта машины (для полицейских целей использовался как минимум один Daimler 7,7 cm Sonderflak) привлекли к подавлению народных выступлений в Берлине, пик которых пришёлся на март — апрель 1919 года, при этом справа от водителя на штыре устанавливался 7,92-мм пулемет MG08. Какая-либо защита рабочих мест экипажа и вооружения на «даймлерах» по-прежнему отсутствовала.
Едва удалось навести порядок в центральной Германии, как осенью того же года зенитные машины были переброшены в Пруссию, где из добровольцев был сформирован фрайкор — корпус немецких добровольцев в Прибалтике. Задачей этого подразделения было выдворение армий большевиков и местных националистов и установление на территории Литвы, Латвии и Эстонии единого государства с прогерманским правительством. Действовавшая на главном направлении Eiserne Division («Железная дивизия») получила в своё распоряжение два трофейных русских бронеавтомобиля и два самоходных зенитных орудия Daimler 7,7 cm Sonderflak, которые носили названия «Maks» и «Moritz». Начавшееся 8 октября 1919 года наступление в Латвии развивалась достаточно успешно — вплоть до 13 октября эти машины беспрерывно использовались в боях на шоссе Митава — Рига и участвовали во втором взятии латвийской столицы. Однако в конце года ситуация в Прибалтике резко изменилась. Корпусу немецких добровольцев пришлось оставить Ригу и отступить на свою территорию, бросив при этом всю технику. Так оба «даймлера» стали трофеями латвийской армии и сразу были приняты на вооружение. После капитального ремонта эти машины служили до начала 1930-х гг., пока из-за сильной изношенности ходовой части и откровенной устарелости их не отправили на слом.

## Оценка бронеавтомобиля
В целом эта была удачная конструкция, обладавшая многими выдающимися характеристиками. Но его недостатки отрицательно сказались на некоторых аспектах его применения.

## Сохранившиеся экземпляры
До наших дней ни один экземпляр не сохранился.